# Satlinski rajon
Satlinski rajon (azerski: Saatlı rayonu) je jedan od 66 azerbajdžanskih rajona. Satlinski rajon se nalazi na jugu Azerbajdžana. Središte rajona je Satli. Površina Satlinskog rajona iznosi 1.180 km². Satlinski rajon je prema popisu stanovništva iz 2009. imao 92.572 stanovnika, od čega su 46.553 muškarci, a 46.019 žene.
Satlinski rajon se sastoji od 44 općine.